# League of Ireland 1987/88
Die League of Ireland 1987/88 war die 67. Spielzeit der höchsten irischen Fußballliga. Titelverteidiger waren die Shamrock Rovers.
Der Dundalk FC gewann die Meisterschaft und den Pokal.

## Modus
Zwischen den zwölf Mannschaften wurden nun jeweils drei statt zwei Partien ausgetragen. Dadurch absolvierte jedes Team im Verlauf der Saison 33 Spiele. Die beiden letzten Vereine stiegen in die First Division ab.

## Abschlusstabelle
| Pl. | Verein                 | Sp. | S  | U  | N  | Tore    | Diff. | Punkte |
| --- | ---------------------- | --- | -- | -- | -- | ------- | ----- | ------ |
| 1.  | Dundalk FC             | 33  | 19 | 8  | 6  | 054:320 | +22   | 46:20  |
| 2.  | St Patrick’s Athletic  | 33  | 18 | 9  | 6  | 052:250 | +27   | 45:21  |
| 3.  | Bohemians Dublin       | 33  | 17 | 11 | 5  | 057:320 | +25   | 45:21  |
| 4.  | Shamrock Rovers (M, P) | 33  | 16 | 9  | 8  | 053:300 | +23   | 41:25  |
| 5.  | Galway United          | 33  | 15 | 10 | 8  | 048:340 | +14   | 40:26  |
| 6.  | Waterford United       | 33  | 10 | 14 | 9  | 040:310 | +9    | 34:32  |
| 7.  | Cork City              | 33  | 12 | 10 | 11 | 041:470 | −6    | 34:32  |
| 8.  | Derry City (N)         | 33  | 13 | 5  | 15 | 059:440 | +15   | 31:35  |
| 9.  | Limerick City          | 33  | 9  | 7  | 17 | 033:600 | −27   | 25:41  |
| 10. | Shelbourne FC (N)      | 33  | 8  | 8  | 17 | 031:440 | −13   | 24:42  |
| 11. | Bray Wanderers         | 33  | 4  | 10 | 19 | 027:650 | −38   | 18:48  |
| 12. | Sligo Rovers           | 33  | 4  | 5  | 24 | 030:810 | −51   | 13:53  |

Platzierungskriterien: 1. Punkte – 2. Tordifferenz – 3. geschossene Tore

| (M) | Amtierender irischer Meister         |
| (P) | Amtierender irischer Pokalsieger     |
| (N) | Neuaufsteiger aus der First Division |

## Kreuztabelle
| Hinrunde (Runden 1–22) | Hinrunde (Runden 1–22) | Hinrunde (Runden 1–22) | Hinrunde (Runden 1–22) | Hinrunde (Runden 1–22) | Hinrunde (Runden 1–22) | Hinrunde (Runden 1–22) | Hinrunde (Runden 1–22) | Hinrunde (Runden 1–22) | Hinrunde (Runden 1–22) | Hinrunde (Runden 1–22) | Hinrunde (Runden 1–22) | 1987/88               | Rückrunde (Runden 23–33) | Rückrunde (Runden 23–33) | Rückrunde (Runden 23–33) | Rückrunde (Runden 23–33) | Rückrunde (Runden 23–33) | Rückrunde (Runden 23–33) | Rückrunde (Runden 23–33) | Rückrunde (Runden 23–33) | Rückrunde (Runden 23–33) | Rückrunde (Runden 23–33) | Rückrunde (Runden 23–33) | Rückrunde (Runden 23–33) |
| ---------------------- | ---------------------- | ---------------------- | ---------------------- | ---------------------- | ---------------------- | ---------------------- | ---------------------- | ---------------------- | ---------------------- | ---------------------- | ---------------------- | --------------------- | ------------------------ | ------------------------ | ------------------------ | ------------------------ | ------------------------ | ------------------------ | ------------------------ | ------------------------ | ------------------------ | ------------------------ | ------------------------ | ------------------------ |
| Dundalk FC             | St Patrick’s Athletic  | Bohemians Dublin       | Shamrock Rovers        | Galway United          | Waterford FC           | Cork City              | Derry City             | Limerick FC            | Shelbourne FC          | Bray Wanderers         | Sligo Rovers           | Verein                | Dundalk FC               | St Patrick’s Athletic    | Bohemians Dublin         | Shamrock Rovers          | Galway United            | Waterford FC             | Cork City                | Derry City               | Limerick FC              | Shelbourne FC            | Bray Wanderers           | Sligo Rovers             |
|                        | 0:2                    | 0:0                    | 1:1                    | 2:1                    | 1:0                    | 3:1                    | 2:0                    | 2:1                    | 3:1                    | 2:0                    | 1:0                    | Dundalk FC            |                          | 1:1                      | 0:2                      | –                        | –                        | 1:1                      | –                        | 3:2                      | 4:0                      | –                        | 5:1                      | –                        |
| 2:2                    |                        | 2:2                    | 2:0                    | 0:0                    | 1:1                    | 3:0                    | 3:0                    | 4:1                    | 2:1                    | 0:1                    | 4:2                    | St Patrick’s Athletic | –                        |                          | 1:0                      | 1:1                      | –                        | 0:2                      | –                        | 1:0                      | 3:0                      | –                        | 1:1                      | –                        |
| 3:2                    | 2:0                    |                        | 1:4                    | 0:0                    | 0:0                    | 5:1                    | 3:1                    | 3:0                    | 1:0                    | 1:1                    | 4:2                    | Bohemians Dublin      | –                        | –                        |                          | 1:1                      | 0:1                      | –                        | –                        | –                        | 2:0                      | –                        | 1:0                      | 3:2                      |
| 0:1                    | 0:2                    | 1:1                    |                        | 1:0                    | 1:1                    | 2:2                    | 2:1                    | 2:0                    | 0:1                    | 7:1                    | 2:1                    | Shamrock Rovers       | 0:1                      | –                        | –                        |                          | 0:0                      | –                        | 2:0                      | 1:3                      | –                        | 2:0                      | –                        | 2:0                      |
| 1:0                    | 1:0                    | 1:1                    | 3:2                    |                        | 2:2                    | 1:1                    | 3:1                    | 0:2                    | 0:2                    | 2:0                    | 5:1                    | Galway United         | 2:0                      | 2:2                      | –                        | –                        |                          | –                        | 3:1                      | 1:1                      | –                        | 1:0                      | –                        | 3:1                      |
| 2:3                    | 0:1                    | 0:1                    | 0:0                    | 1:1                    |                        | 1:2                    | 3:1                    | 1:1                    | 2:1                    | 1:1                    | 3:0                    | Waterford FC          | –                        | –                        | 1:1                      | 0:2                      | 1:0                      |                          | –                        | 0:0                      | 0:0                      | –                        | 0:1                      | –                        |
| 0:2                    | 0:0                    | 2:2                    | 0:0                    | 1:3                    | 1:2                    |                        | 1:0                    | 1:0                    | 2:1                    | 2:1                    | 3:1                    | Cork City             | 1:1                      | 0:1                      | 0:1                      | –                        | –                        | 3:0                      |                          | –                        | 0:0                      | –                        | 1:1                      | –                        |
| 3:0                    | 0:3                    | 3:2                    | 0:1                    | 3:0                    | 1:2                    | 7:2                    |                        | 5:0                    | 0:0                    | 0:0                    | 4:0                    | Derry City            | –                        | –                        | 0:1                      | –                        | –                        | –                        | 0:1                      |                          | 3:2                      | 0:3                      | 6:0                      | –                        |
| 0:3                    | 0:3                    | 0:2                    | 1:4                    | 3:0                    | 2:1                    | 1:1                    | 2:2                    |                        | 2:0                    | 0:0                    | 1:0                    | Limerick FC           | –                        | –                        | –                        | 0:4                      | 1:5                      | –                        | –                        | –                        |                          | 5:0                      | 3:0                      | 2:0                      |
| 0:2                    | 1:0                    | 1:3                    | 1:2                    | 1:1                    | 0:2                    | 1:2                    | 0:1                    | 4:1                    |                        | 1:1                    | 1:1                    | Shelbourne FC         | 0:1                      | 2:0                      | 2:2                      | –                        | –                        | 1:1                      | 1:1                      | –                        | –                        |                          | –                        | –                        |
| 2:3                    | 1:3                    | 0:4                    | 1:3                    | 1:3                    | 0:0                    | 1:3                    | 0:1                    | 0:0                    | 0:1                    |                        | 3:3                    | Bray Wanderers        | –                        | –                        | –                        | 1:3                      | 1:2                      | –                        | –                        | –                        | –                        | 1:2                      |                          | –                        |
| 2:2                    | 1:3                    | 3:2                    | 2:0                    | 1:0                    | 1:7                    | 0:2                    | 0:3                    | 1:2                    | 1:0                    | 1:2                    |                        | Sligo Rovers          | 0:0                      | 0:1                      | –                        | –                        | –                        | 0:2                      | 0:3                      | 2:7                      | –                        | 1:1                      | 0:3                      |                          |